# Amy Fisher
Amy Elizabeth Fisher (n. 21 august 1974, Merrick⁠(d), Hempstead⁠(d), New York, SUA) este o scriitoare, camgirl și actriță pornografică americană.

## Biografie
Fisher s-a născut în august 1974 în Merrick, New York, pe Long Island, din Elliot și Roseann Fisher. Tatăl ei era evreu, în timp ce mama ei a fost crescută într-o familie italo-americană. Ca elevă în vârstă de 16 ani la Kennedy High School din Bellmore, New York, Fisher l-ar fi întâlnit pe Joey Buttafuoco, în vârstă de 35 de ani, în 1990, când tatăl ei și-a dus mașina pentru reparații la atelierul de caroserii al lui Buttafuoco; Fisher a declarat ulterior că și-a avariat propria mașină de mai multe ori ca pretext pentru a-l vedea și a recunoscut ulterior că au avut o aventură când ea era încă minoră.

## Controverse
În conversațiile lor, Joey se plângea adesea de soția sa și, ocazional, îi insinua lui Fisher că ar fi frumos dacă cineva ar ucide-o pe Mary Jo. În încercarea de a-i face pe plac lui Joey, Fisher, încă minoră, a obținut o armă de calibru 25 FIE Titan cu ajutorul lui Peter Guagenti, un vânzător de produse auto din Brooklyn care a acționat ca șofer de fugă. Când Mary Jo Buttafuoco a răspuns la ușă, Fisher i-a spus că Joey Buttafuoco avea o aventură cu sora mai mică a lui Fisher, furnizându-i drept „dovadă” un tricou care făcea reclamă la atelierul de caroserie auto al lui Buttafuoco. Conversația a durat aproximativ 15 minute, timp în care Buttafuoco a devenit din ce în ce mai furioasă. În cele din urmă, aceasta i-a spus lui Fisher să plece și apoi i-a întors spatele pentru a se întoarce în casă. În panică, Fisher a scos pistolul și a lovit-o pe Buttafuoco de două ori cu el, ceea ce a făcut ca arma să se descarce. Glonțul a lovit-o pe Mary Jo în partea dreaptă a capului, rănind-o grav, dar nu omorând-o. Mai târziu, Fisher a declarat că Buttafuoco a căzut peste ea. Fisher a scăpat cămașa și arma și a fugit spre mașină, dar apoi s-a întors după ele și Guagenti a plecat. Vecinii au sunat la 911; Buttafuoco a fost operată toată noaptea și, deși nu au putut scoate glonțul, medicii au reușit să îi salveze viața.
Când a fost interogat de poliție, Joey Buttafuoco le-a spus că Fisher ar putea fi trăgătorul. Când Mary Jo Buttafuoco și-a recăpătat cunoștința a doua zi, a recunoscut-o pe Fisher după o fotografie. Fisher a fost arestată și acuzată de tentativă de omor, iar la 23 septembrie 1992, după ce a acceptat o înțelegere, a pledat vinovată pentru agresiune de gradul întâi.
În septembrie 1992, emisiunea tabloidă Hard Copy a difuzat o înregistrare video a unei conversații între Fisher și Paul Makely, proprietarul unei săli de sport din Massapequa. În înregistrare, înregistrată cu câteva ore înainte ca ea să accepte pledoaria în instanță, Fisher poate fi văzută vorbind despre viitorul ei, spunând că dorește să se căsătorească cu Makely pentru ca acesta să o poată vizita în închisoare. Fisher a explicat că avocatul ei consideră că solicitarea căsătoriei pentru astfel de vizite este neconstituțională și că intenționează să conteste legea în această privință. Fisher poate fi văzută pe înregistrare spunând: "Asta îmi va păstra numele în presă. Vreau ca numele meu să apară în presă. De ce? Pentru că pot face o mulțime de bani. Mă gândesc că dacă trec prin atâta durere și suferință, îmi iau un Ferrari."
La 2 decembrie 1992, Fisher a fost condamnată la 5 până la 15 ani de închisoare. Ea a executat șapte ani și a fost eliberată condiționat în mai 1999, după ce judecătorul Ira Wexner de la Tribunalul Nassau County i-a redus pedeapsa maximă la 10 ani, ceea ce a făcut-o imediat eligibilă pentru eliberare condiționată. Wexner a acționat după ce a constatat că Fisher nu fusese reprezentată în mod corespunzător de avocatul său la momentul pledoariei sale vinovate din 1992.
Joey Buttafuoco a negat că ar fi avut o aventură cu Fisher. În octombrie 1992, procurorul districtului Nassau a declarat că Buttafuoco nu va fi urmărit penal. Cu toate acestea, în februarie 1993, cazul împotriva sa a fost redeschis din cauza acuzațiilor de viol formulate de Fisher. Aceasta a depus mărturie împotriva lui în instanță și, pe baza acestei mărturii și a chitanțelor de hotel (datate înainte ca Fisher să împlinească 17 ani) cu semnătura lui Buttafuoco pe ele, Buttafuoco a fost acuzat de viol. Buttafuoco a pledat vinovat în octombrie 1993. Acesta a executat patru luni de închisoare.
După eliberarea din închisoare, Fisher a devenit editorialistă pentru Long Island Press. Biografia ei, If I Knew Then..., scrisă de Robbie Woliver, a fost publicată în 2004 și a devenit un bestseller New York Times. În 2003, Fisher s-a căsătorit. Ea a avut trei copii înainte de a divorța în 2015.
În 2006, Fisher s-a reîntâlnit cu Mary Jo Buttafuoco în sesiuni televizate pentru Entertainment Tonight și spin-off-ul acestuia, The Insider. Fisher a declarat că dorea să se vindece și să-și continue viața. Cu toate acestea, doi ani mai târziu, ea a spus că nu simte „nicio simpatie pentru Mary Jo”, fără să ofere o explicație. Fisher și Joey Buttafuoco s-au reunit în cele din urmă pentru prima dată la Lingerie Bowl 2006 pentru aruncarea monedei.
În iunie și iulie 2011, Fisher a apărut ca membră a distribuției în cel de-al cincilea sezon al serialului reality-television Celebrity Rehab with Dr. Drew, difuzat pe VH1.

## Carieră

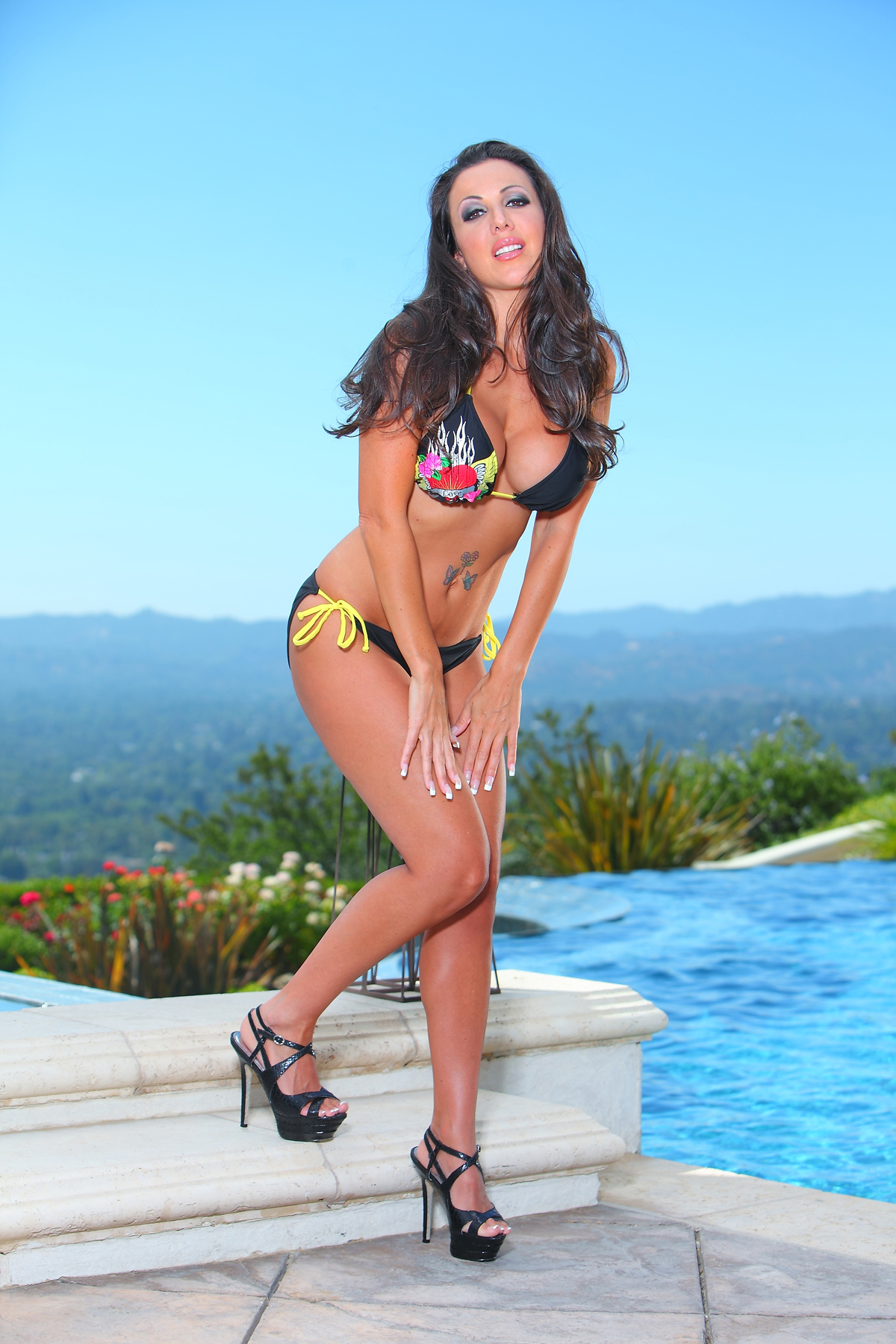
Amy Fisher în 2010

În octombrie 2007, Red Light District Video a publicat un comunicat de presă în care se menționa că intenționează să lanseze o casetă video cu cuplul pe care soțul lui Fisher îl vânduse companiei. La 31 octombrie, au fost postate pe site-uri web cadre din înregistrarea video, care o arătau pe Fisher goală; la 1 noiembrie 2007, Red Light District Video a publicat un clip teaser care o arăta pe Fisher goală în timp ce făcea duș și plajă. Era vizibil un tatuaj în jurul buricului și rezultatele unei operații la sâni. La 6 noiembrie 2007, Fisher a dat în judecată Red Light District și pe proprietarul acestuia, David Joseph, reclamând încălcarea drepturilor de autor și alte daune. Cu toate acestea, la 8 noiembrie 2007, amyfisher.com, un site web al cărui proprietar Fisher se luptase anterior pentru a-l câștiga, a început să trimită direct la site-ul Red Light District.
La începutul lunii ianuarie 2008, Fisher a anunțat că a ajuns la o înțelegere cu Red Light și a fost de acord să facă o apariție promoțională aferentă. Același anunț a indicat că ea și soțul ei s-au împăcat. Apariția promoțională a avut loc la Retox în New York City pe 4 ianuarie 2008. Clipuri din videoclip au fost difuzate în cadrul emisiunii The Howard Stern Show. Pe 6 martie 2008, Fisher a fost invitată la emisiunea lui Stern, iar unul dintre subiectele de discuție trebuia să fie videoclipul ei. După primul apel telefonic, care a fost de la fiica lui Mary Jo Buttafuoco, Jessica, Fisher a părăsit emisiunea, după șase minute de interviu.
Pe 12 ianuarie 2009, Fisher a lansat un film pentru adulți cu plată, Amy Fisher: Totally Nude & Exposed. Ea a semnat un contract cu Lee Entertainment pentru a deveni stripteuză și a face spectacole în cluburi cel puțin o dată pe lună. Fisher a spus că plănuia să se dezbrace până când fanii ei i-au spus: "Dragă, te rog, îmbracă-te la loc. Ești prea bătrână". În septembrie 2010, DreamZone Entertainment a lansat filmul pentru adulți Deep inside Amy Fisher, numindu-l primul din cele opt astfel de filme pe care Fisher le va produce și în care va juca. Compania a anunțat filmul în iulie 2010 sub titlul de lucru The Making of Amy Fisher: Porn Star. În iunie 2011, Fisher a declarat că nu mai face filme pentru adulți.

## Filmografie
- Amy Fisher: Povestea mea, 1992
- Povestea Lolitei - Arsenalul seducției, 1993
- Povestea lui Amy Fisher, 1993
- Amy Fisher: Totally Nude & Exposed
- Deep Inside Amy Fisher
- The Making of Amy Fisher: Porn Star